# Bob Haworth
Pour les articles homonymes, voir Haworth.
Robert « Bob » Haworth (né le 26 juin 1897 - 1962) est un joueur de football anglais connu pour avoir joué pour Bolton Wanderers, pour lequel il a disputé plus de 300 rencontres en Football League. Il joue pour l'équipe lors des finales des Coupes d'Angleterre 1923, 1926 et 1929.